# Clossiana alticola
Clossiana alticola är en fjärilsart som beskrevs av Suschkin och Citverikov 1907. Clossiana alticola ingår i släktet Clossiana och familjen praktfjärilar. Inga underarter finns listade i Catalogue of Life.